# Angela Jamesová
Angela Jamesová (* 22. prosince 1964, Toronto, Kanada) je bývalá kanadská lední hokejistka. Byla jednou z prvních v ženském ledním hokeji a jednou z jeho prvních hvězd.

## Hráčská kariéra
K lednímu hokeji se dostala přes obdobu hokejbalu, který hrávala v Torontu ve školních letech. Lední hokej hrála během studií na Seneca College a později za Newtonbrook Panthers v Central Ontario Women's Hockey League (COWHL). Patřila k největším hvězdám, v roce 1991 byla vyhlášena nejužitečnější hráčkou ligy. V roce 1990 byla nominovaná do výběru Kanady na první mistrovství světa žen. Výrazně přispěla k celkovému triumfu Kanady, když vstřelila jedenáct gólů v pěti utkáních. Členkou reprezentačních výběrů byla i při dalších třech mistrovstvích světa (v letech 1992, 1994 a 1997), kde Kanaďanky také získali zlaté medaile. V roce 1998 byla krátce před zimními olympijskými hrami 1998 nečekaně vyřazena z nominace a chyběla tak u premiéry ženského hokeje na olympiádě.

## Úspěchy a ocenění
Týmové
- čtyřikrát titul mistryně světa (v letech 1990, 1992, 1994 a 1997)
- dvakrát vítězství na Poháru třech národů (1996, 1999)
- 12 medailí z národního šampionátu

Individuální
- nejužitečnější hráčka COWHL 1991
- členka Síně slávy Mezinárodní hokejové federace od roku 2008, jako první žena spolu s Cammi Granatovou a Geraldinou Heaneyovou
- členka Síně slávy kanadského sportu od roku 2009
- členka Hokejové síně slávy od roku 2010